# Herman D. Suit
Herman Day Suit (* 8. Februar 1929 in Waco, Texas; † 2. Juli 2022 in Kalifornien) war ein US-amerikanischer Mediziner (Radiologie, Onkologie).
Herman Suit studierte Biologie an der University of Houston mit dem Bachelor-Abschluss (A.B.) 1948 sowie Medizin an der Baylor University mit dem M.D. 1952. Seine Facharztausbildung in Radiologie (Internship, Residency) absolvierte er am Jefferson Davis Hospital in Houston. 1954 ging er nach Oxford, wo er House Surgeon für Strahlentherapie im Churchill Hospital und Forschungsassistent im Labor für Strahlenbiologie war. Dort wurde er 1956 in Strahlenbiologie promoviert (Dr. phil.) und war 1956/57 Registrar. Von 1957 bis 1959 war er Senior Assistant Surgeon am National Cancer Institute in Bethesda und ab 1959 am M. D. Anderson Hospital and Tumor Center der University of Texas in Houston (unter Gilbert Fletcher). Zunächst war er dort Assistant Radiotherapist, ab 1962 Leiter der Abteilung experimentelle Strahlentherapie, ab 1963 Associate Radiotherapist und ab 1968 Professor für Strahlentherapie und Radiotherapist. Von 1969 bis 1971 forschte er außerdem am Manned Spacecraft Center der NASA. 1970 wurde er Professor für Strahlentherapie an der Harvard Medical School und 1971 Leiter der Abteilung Strahlentherapie (Radiation Medicine) am Massachusetts General Hospital. Zuletzt war er dort Andres Soriano Professor of Radiation Oncology.
Er war an der Einführung der akzelerierten Fraktionierung in der Strahlentherapie gegen Krebs beteiligt. In den 1970er Jahren befasste er sich in Harvard auch mit Protonenbeschleunigern für die Strahlentherapie.
Suit war Mitglied der American Association for the Advancement of Science. 1997 erhielt er den Kettering-Preis.